# Quarante fusils manquent à l'appel
Pour plus de détails, voir Fiche technique et Distribution.
Quarante fusils manquent à l'appel (40 Guns to Apache Pass) est un film américain réalisé par William Witney, sorti en 1967.

## Synopsis
En 1868, dans le Territoire de l'Arizona, Cochise est sur le sentier de la guerre. Le capitaine Coburn est chargé de conduire les colons à Apache Wells (en) afin de pouvoir mieux les protéger contre les attaques des Indiens. Il faudrait pour cela qu'arrive un chargement de 40 carabines à répétition. Coburn est chargé d'aller à la rencontre de ce chargement mais il va être contrecarré par un de ses hommes, le caporal Bodine, qui voudrait revendre les armes aux Indiens.

## Fiche technique
- Titre original : 40 Guns to Apache Pass
- Titre français : Quarante fusils manquent à l'appel
- Réalisation : William Witney
- Scénario : Willard W. Willingham et Mary Willingham
- Direction artistique : Paul Sylos
- Décors : Harry Reif
- Costumes : Joseph Dimmitt
- Photographie : Jacques R. Marquette (de)
- Son : Herman Lewis (en)
- Montage : Grant Whytock
- Musique : Richard LaSalle
- Production : Grant Whytock
- Société de production : Admiral Pictures
- Société de distribution : Columbia Pictures
- Pays d'origine :  États-Unis
- Langue originale : anglais
- Format : couleur — 35 mm — 1,85:1 — son Mono
- Genre : Western
- Durée : 95 minutes
- Dates de sortie :
  -  États-Unis : 1er mai 1967
  -  France : 28 février 1968

## Distribution
- Audie Murphy : Capitaine Coburn
- Michael Burns (en) : Doug
- Kenneth Tobey : Caporal Bodine
- Laraine Stephens : Ellen
- Robert Brubaker (en) : Sergent Walker
- Michael Blodgett : Mike
- Michael Keep : Cochise